# Бад-Цвестен
Бад-Цвестен (нім. Bad Zwesten) — громада в Німеччині, знаходиться в землі Гессен. Підпорядковується адміністративному округу Кассель. Входить до складу району Швальм-Едер.
Площа — 39,45 км2. Населення становить 3842 ос. (станом на 31 грудня 2020).

## Географії

### Адміністративний поділ
Громада  складається з 5 районів:
- Бетцигероде
- Нідерурфф
- Оберурфф-Шиффельборн
- Венцигероде
- Цвестен